# Österunda församling
Österunda församling var en församling  i Uppsala stift och i Enköpings kommun. Församlingen uppgick 2006 i Fjärdhundra församling.

## Administrativ historik
Församlingen har medeltida ursprung.
Församlingen utgjorde under medeltiden ett eget pastorat för att därefter till 1 maj 1923 vara annexförsamling i pastoratet Nysätra och Österunda. Från 1 maj 1923 till 1962 var församlingen annexförsamling i pastoratet Torstuna, Härnevi och Österunda som 1946 utökades med Nysätra församling. Församlingen var från 1962 till 2006 annexförsamling i pastoratet Simtuna, Altuna, Frösthult, Torstuna, Österunda och Härnevi. Församlingen uppgick 2006 i Fjärdhundra församling.

## Kyrkor
- Österunda kyrka